# Storia di Nizza

Lo stemma della città di Nizza

Capitale storica della Contea di Nizza, Nizza ha fatto da sempre parte della Liguria sotto l'Impero Romano, nel Regno longobardo e nel Regno d'Italia, il quale fu incluso nell'Impero carolingio prima e nel Sacro Romano Impero poi. Fra il XIII e il XIV secolo cadde più volte sotto il dominio dei conti di Provenza, ma riguadagnò presto l'autonomia per entrare a far parte della Contea di Savoia nel 1388, con la dedizione di Nizza alla Savoia. Nel 1860, un anno prima dell'unità d'Italia, Nizza fu annessa alla Francia.

## Storia

### Antichità e Medioevo
Gli scavi archeologici del sito di Terra Amata fanno risalire i primi insediamenti umani nella zona addirittura a 400.000 anni fa.
Nizza fu fondata attorno al 350 a.C. dai coloni greci di Marsiglia e ricevette il nome di Nikaia (Νίκαια) , in onore della dea della vittoria Nike, a ricordo della vittoria sui Liguri. La città si trasformò velocemente in un importante porto commerciale della costa ligure. In età romana Nicaea rivaleggiò con la vicina città di Cemenelum che continuò ad esistere fino all'invasione longobarda del territorio. Le rovine di questa città sono visibili a Cimiez, attualmente uno dei quartieri di Nizza.
Sotto l'Impero Romano Nizza rimase sempre nella regione romana di Liguria. Alla caduta dell'Impero romano d'Occidente, la Liguria divenne parte dei regni romano-germanici d'Italia.
La dominazione gotica durò fino alla riconquista nel 552, a seguito delle guerre gotiche, da parte dell'Impero romano d'Oriente che ne fece un importante caposaldo marittimo. I Bizantini istituirono la provincia di Liguria come Provincia Maritima Italorum; il ritrovato periodo di pace vi comportò una ripresa destinata a durare fino alla conquista longobarda di Rotari della Liguria nel 642. Nizza con tutta la Liguria fece quindi parte del Regno longobardo nel Ducato di Liguria, che diventerà sotto la dinastia carolingia il Regno d'Italia.
Nel 729 Nizza espulse i Saraceni dal suo territorio, ma questi tornarono a saccheggiarla nel 850 e 880. Infatti nel IX secolo si fecero sempre più pressanti e distruttive le incursioni, le razzie e distruzioni da parte dei Saraceni che verso il X secolo occuparono la Provenza stabilendo una base operativa fortificata a Frassineto (oggi la Garde-Freinet, presso Saint-Tropez) da cui muovere incursioni in un'ampia area marittima da Marsiglia a Genova e nell'entroterra provenzale, ligure e piemontese, con ampie distruzioni di intere città, abitazioni, chiese e monasteri. Nel 941 la flotta bizantina distrusse quella frassinetana, e nel 973 si ebbe la battaglia di Tourtour con la successiva distruzione di Frassineto, combattuta dalle forze congiunte di liguri e provenzali organizzate dal conte Guglielmo I di Provenza con l'aiuto del marchese di Torino Arduino il Glabro e col sostegno di Papa Giovanni XIII e dell'imperatore Ottone I di Sassonia, che pose fine definitivamente alle razzie e all'occupazione saracena in Provenza.
La città medievale circondava la città antica, protetta sul lato di terra dal fiume Paviglione, più tardi coperto (oggi percorso del tram). Il lato orientale era invece protetto dalle fortificazioni del Castello. Un altro fiume sboccava in mare presso il porto sul lato orientale del castello. Anche l'area del porto era circondata da mura, secondo i disegni pervenuti fino a noi.
Nel 1108 Nizza si organizzò sotto forma di libero comune e dal 1144 il governo della città fu affidato a quattro consoli, che negli anni acquisirono abbastanza potere da poter mettere in discussione la supremazia del vescovo. In questa fase Nizza fu alleata fedele di Genova, al fianco della quale combatté contro Pisa e Venezia. Nel 1162, il conte di Provenza Raimondo Berengario II cercò di estendere il suo territorio, al fine di controllare il passaggio alle Alpi. Pertanto, intimò i cittadini nizzardi di sottomettersi e giurargli fedeltà, ma la città oppose un netto rifiuto, al fine di mantenere le proprie libertà comunali. Così, Raimondo Berengario II cercò di prendere la città con la forza, ma questa cadde soltanto nel 1176 per mano del suo primo cugino e successore Alfonso I. Nel 1215, con la morte di Alfonso I, la città riconquistò la propria libertà e rinnovò la propria alleanza con Genova. Soltanto nel 1229 Raimondo Berengario IV riuscì a espugnare nuovamente la città, che però restò sempre ostile al governo provenzale.

### Periodo sabaudo (1388-1860)

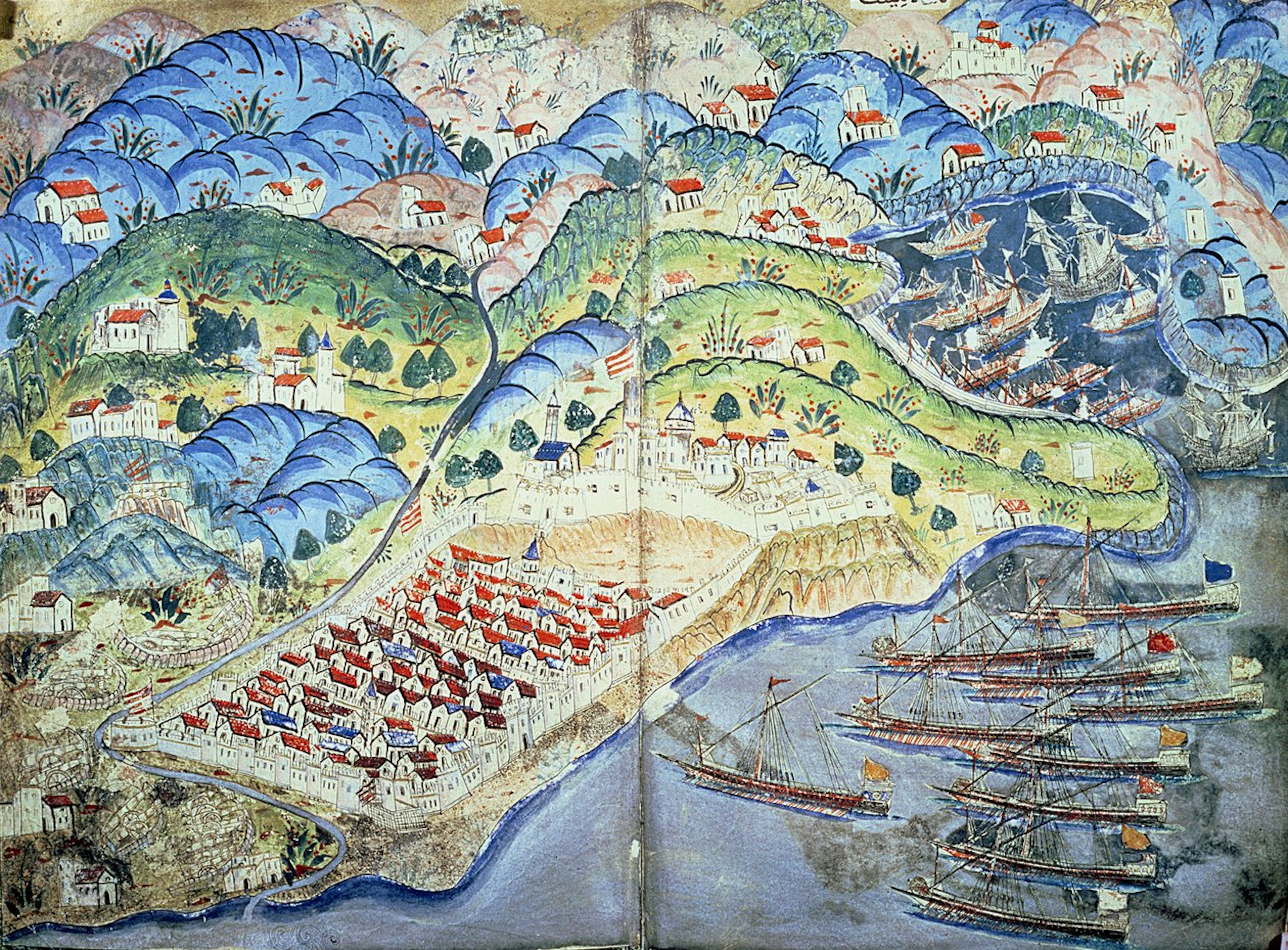
Assedio franco-ottomano di Nizza del 1543, carta di Matrakci Nasu

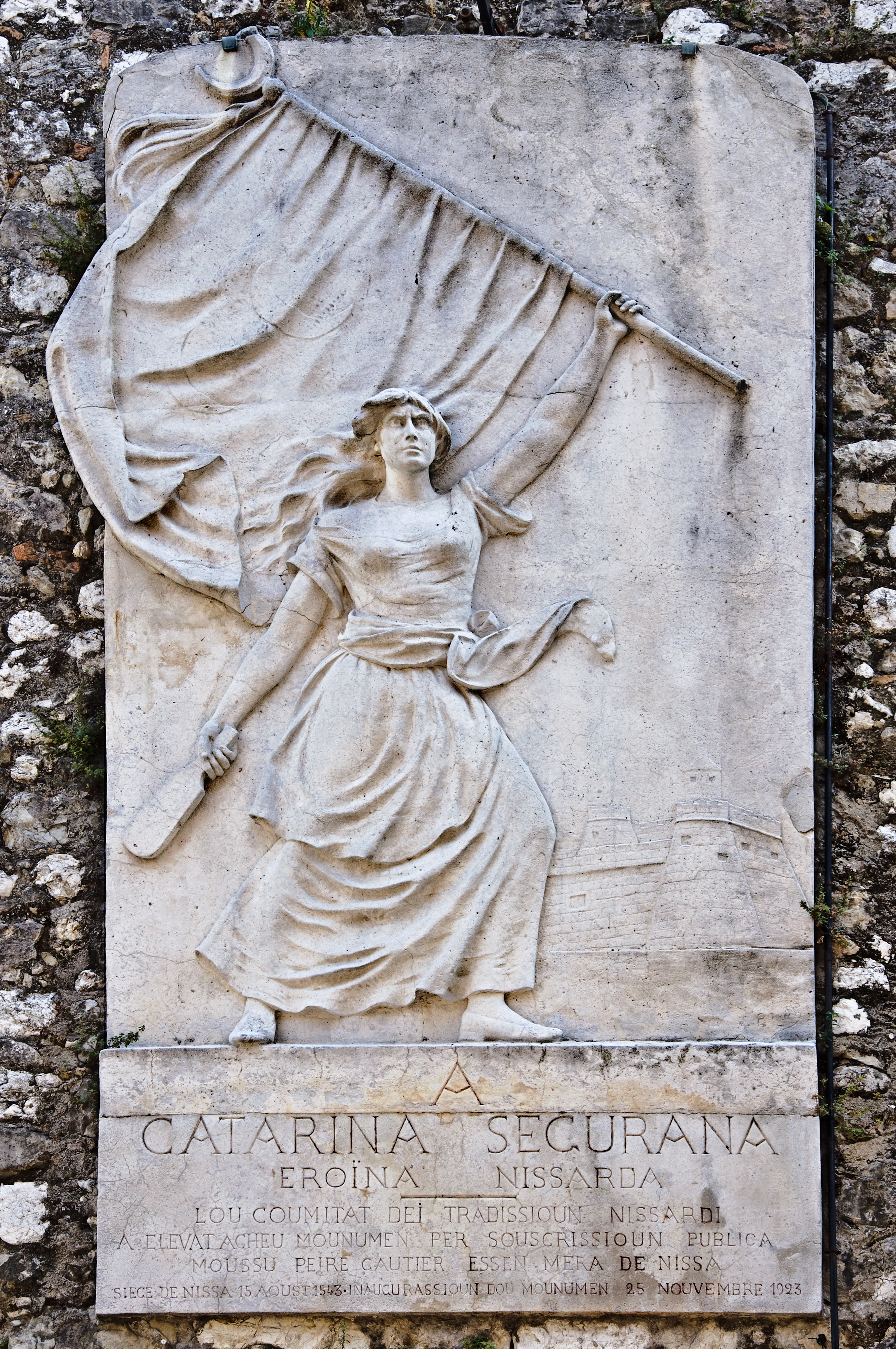
Caterina Segurana, eroina nizzarda che guida la città assediata dai francesi nel 1543

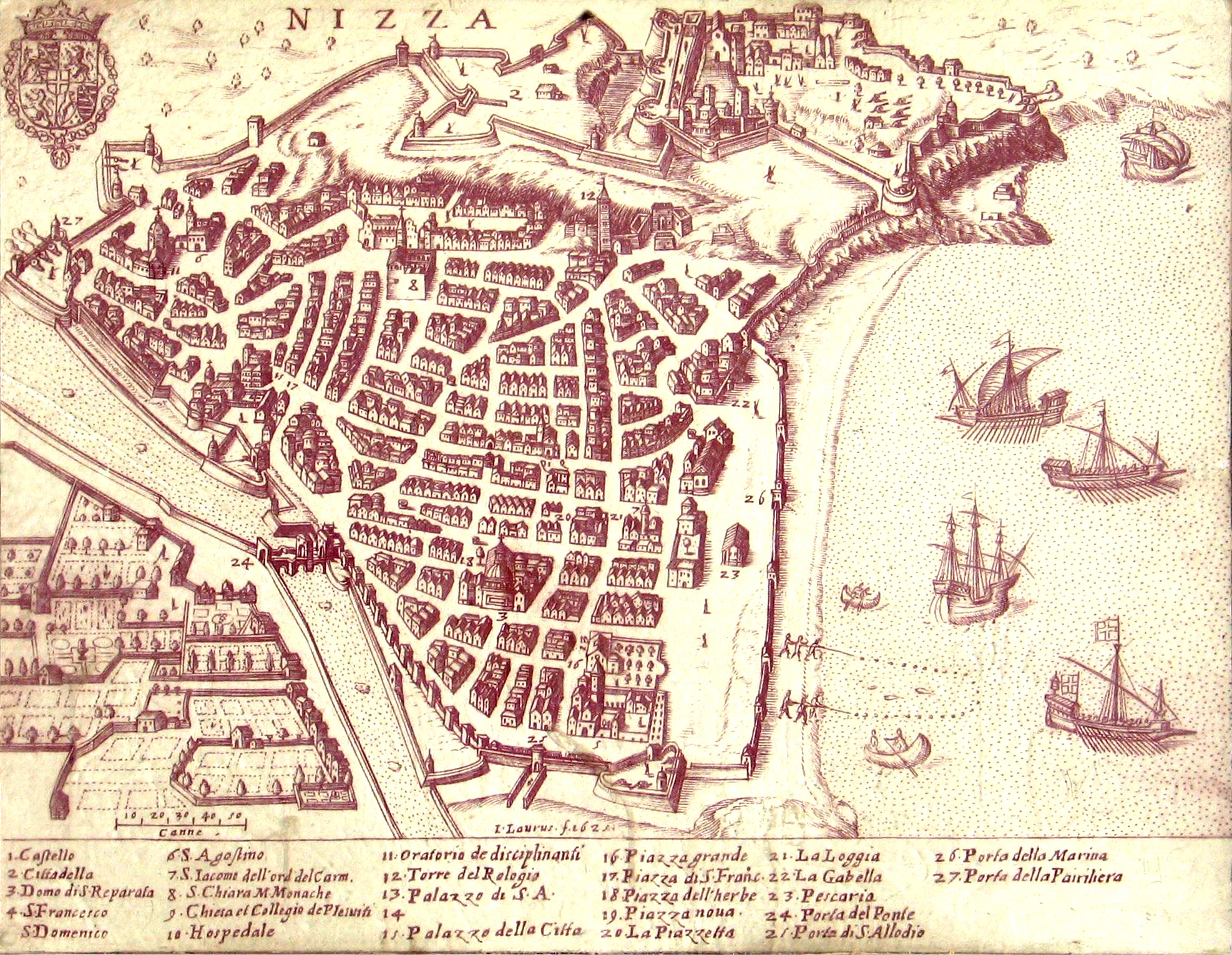
Nizza nel 1624

Approfittando dei disordini scoppiati in Provenza a seguito della nascita dell'Unione di Aix, il 27 settembre 1388 il comune di Nizza, in funzione antiprovenzale, si mise sotto la protezione di Amedeo VII di Savoia, il quale assunse il titolo di conte di Nizza. La città resterà parte delle vicende storiche della casa Savoia fino al 1860.
Nizza ebbe anche un suo cittadino fra i protagonisti delle spedizioni mirate alla scoperta e alla conquista delle terre del continente americano, vicenda nella quale egli giocò un ruolo determinante sebbene non particolarmente encomiabile. Fra Marco da Nizza lasciò l'Europa nel 1531 per raggiungere le Americhe, dove prese parte alla spedizione in Perù guidata da Francisco Pizarro ed assistette alla sconfitta dell'impero Inca. In seguito si convinse dell'esistenza delle sette città dorate di Cibola; partecipò alla spedizione di Francisco Vázquez de Coronado, che verificò come le città dorate fossero soltanto villaggi indigeni. Frate Marco fu congedato e si ritirò in un convento dove visse per il resto della vita.
La forza marittima di Nizza andò aumentando progressivamente, fino a poter competere con i corsari barbareschi; le sue fortificazioni furono ampliate e le sue strade migliorate.
Durante sesta guerra d'Italia Nizza soffrì molto, a causa anche di un'epidemia di peste che la colpì. Dopo qualche anno di guerra la pace fu stipulata nella vicina Villeneuve-Loubet dietro mediazione di papa Paolo III (Trattato di Nizza).
Dopo dieci anni la città fu però nuovamente attaccata dall'alleanza franco-ottomana tra Francesco I e il corsaro turco Khayr al-Din Barbarossa. Nonostante i nizzardi avessero respinto l'assedio del 1543 che aveva fatto seguito ai bombardamenti, furono alla fine costretti ad arrendersi, e il Barbarossa poté saccheggiare la città e portare con sé 2.500 prigionieri. La peste ricomparve nel 1550 e nel 1580.
Nel 1561 Emanuele Filiberto di Savoia abolì l'uso del latino come lingua amministrativa e introdusse la lingua italiana come lingua ufficiale del governo a Nizza. Nel 1600 il duca di Guisa, governatore della Provenza, tentò di conquistare la città, che però venne brillantemente difesa dal suo governatore, Annibale Grimaldi. Nel 1626 il governo cittadino decise di proclamare la libertà di commercio dando inizio un periodo di prosperità. Nel 1642, in virtù dell'alleanza di Carlo Emanuele II con la Francia, la guarnigione spagnola presente in città venne cacciata. Nel 1691, durante la Guerra della Grande Alleanza, la città venne occupate dalle truppe del generale Nicolas Catinat, nel 1697 Nizza fu restituita al ducato di Savoia per effetto del trattato di Torino. Pochi anni dopo, nel 1705, un nuovo assedio da parte dei francesi portò alla distruzione del Castello, della cittadella e delle mura. L'anno successivo la controffensiva sabauda giunse fino a Tolone, sottoposta anche a blocco navale dagli inglesi che avevano occupato le Isole di Lerino nella cui baia, bloccata dalla marina britannica, si trovava larga parte della flotta francese.
Nel 1713 il Trattato di Utrecht riconobbe al duca sabaudo Vittorio Amedeo II il Regno di Sicilia, che venne permutato con il Regno di Sardegna nel 1718. Nel periodo di pace che vi seguì, venne ricostruita la "città nuova". Durante la Guerra di successione austriaca l'entroterra nizzardo venne più volte invaso dalle truppe franco-spagnole, senza che però queste riuscissero a prendere la città. Nel 1775 il re sabaudo abolì tutte le libertà comunali sopravvissute. Caduta nel 1792 nelle mani dell'esercito della Repubblica Francese, la contea di Nizza restò parte della Francia metropolitana fino al 1814, dopodiché ritorno a far parte degli Stati Sabaudi.

#### L'annessione alla Francia rivoluzionaria (1792-1814)
L'8 settembre 1792 il ministro degli esteri del governo rivoluzionario francese Lebrun-Tondu diede ordine all'esercito d'invadere la Savoia: e il 22 settembre dello stesso anno le truppe francesi, agli ordini del generale Montesquiou, entravano a Chambéry. Anche la contea di Nizza si apprestava a subire la medesima sorte: Nizza venne abbandonata precipitosamente dal governatore piemontese, generale Courten, al primo apparire delle truppe francesi e il 29 settembre 1792, alle ore 16, il generale francese d'Anselme entrava con le sue truppe nella città, che fino a quel momento era appartenuta ai territori del regno di Sardegna, e v'instaurava un'amministrazione provvisoria.
Il 27 novembre, con decreto della Convenzione, tutta la Savoia venne annessa alla Francia e poco dopo, il 13 gennaio 1793, la stessa sorte toccò a Nizza.
Tuttavia, molto presto, l'opinione generale si volse contro i francesi a causa delle requisizioni ordinate dai militari, dei saccheggi e delle esazioni compiuti dalle truppe occupanti. Questi eccessi furono denunciati anche dal rappresentante delle autorità rivoluzionarie, inviato in missione nella zona, Filippo Buonarroti.
Tutto ciò diede origine a una spontanea reazione di resistenza clandestina della popolazione nizzarda alle soperchierie, quando non atrocità, compiute dalle truppe di occupazione francese e nasceva così il barbetismo. La volontà di scristianizzare il paese, com'era avvenuto in Vandea ed in Bretagna, le requisizioni militari e la coscrizione obbligatoria dei giovani seguita dal loro arruolamento forzato, aumentarono notevolmente le schiere dei barbets, i componenti del movimento armato semiclandestino detto appunto "barbetismo".
Verso la fine della Rivoluzione francese la comparsa di briganti che mascheravano i loro atti di violenza spacciandoli per resistenza all'occupante, gettarono parecchio discredito sul movimento.
L'annessione di Nizza alla Francia venne confermata all'inizio dell'epoca napoleonica, con l'armistizio di Cherasco del 1796, confermato poche settimane dopo dal Trattato di Parigi.
L'anno 1799 vide un periodo di nuova, violenta, persecuzione religiosa, condotta dal generale francese di origine nizzarda Andrea Massena, che causò un forte incremento dell'attività dei barbets, i cui ranghi si rafforzarono notevolmente. Ai primi di maggio del 1800, le truppe austro-piemontesi, comandate dal generale Melas occuparono Nizza e gran parte della contea, ma il ritorno al regno di Sardegna durò molto poco: già a fine mese le truppe del generale francese Suchet la riportavano sotto il dominio della repubblica francese, occupazione poi consolidata con la vittoria di Napoleone Bonaparte a Marengo.
Nel periodo consolare e successivamente in quello imperiale, l'atteggiamento delle autorità francesi divenne molto più conciliante con la popolazione, riducendo così i motivi di scontento che avevano dato origine alla nascita del barbetismo.
Diciotto anni dopo tuttavia, con la caduta dell'impero napoleonico e l'avvento della restaurazione, Nizza tornò al regno di Sardegna con il trattato di Parigi del 1814. Giuseppe Garibaldi vi era nato nel 1807, quindi in un periodo in cui Nizza era francese.

### Nizza e la Francia

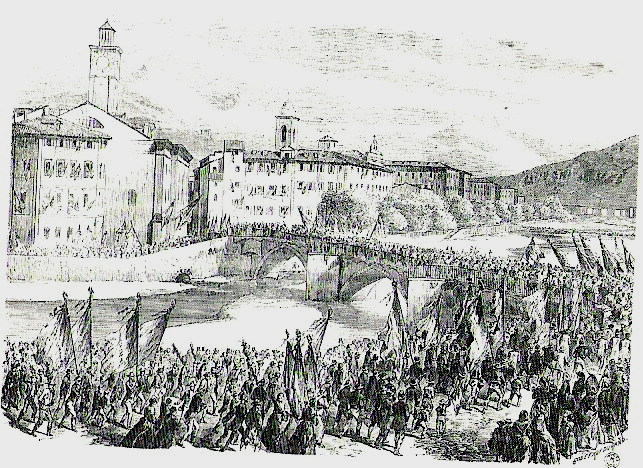
Il plebiscito di annessione alla Francia. Hercule Trachel, L'Illustration, 1860

Nel 1860 Nizza fu nuovamente annessa alla Francia, assieme alla Savoia, in seguito agli Accordi di Plombières (1858) e al Trattato di Torino (1860), come compenso territoriale per l'aiuto dato dalla Francia al Risorgimento Italiano nella guerra con l'Austria, che aveva portato all'annessione della Lombardia. L'annessione fu ratificata anche dal plebiscito della popolazione con 25.743 a favore, 160 voti contrari e 5.000 astenuti. Giuseppe Garibaldi, nato a Nizza durante il precedente periodo francese, era opposto alla cessione, e affermava che il plebiscito fosse stato pilotato in funzione filo-francese, con il consenso dei Savoia.

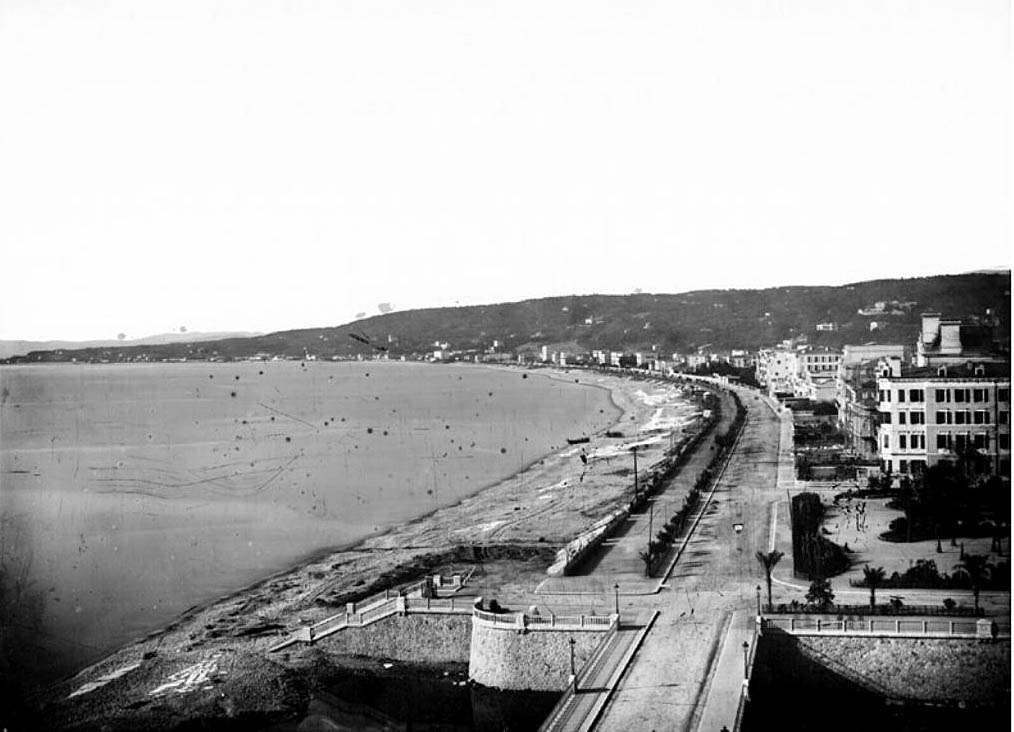
La Promenade des anglais nel 1865

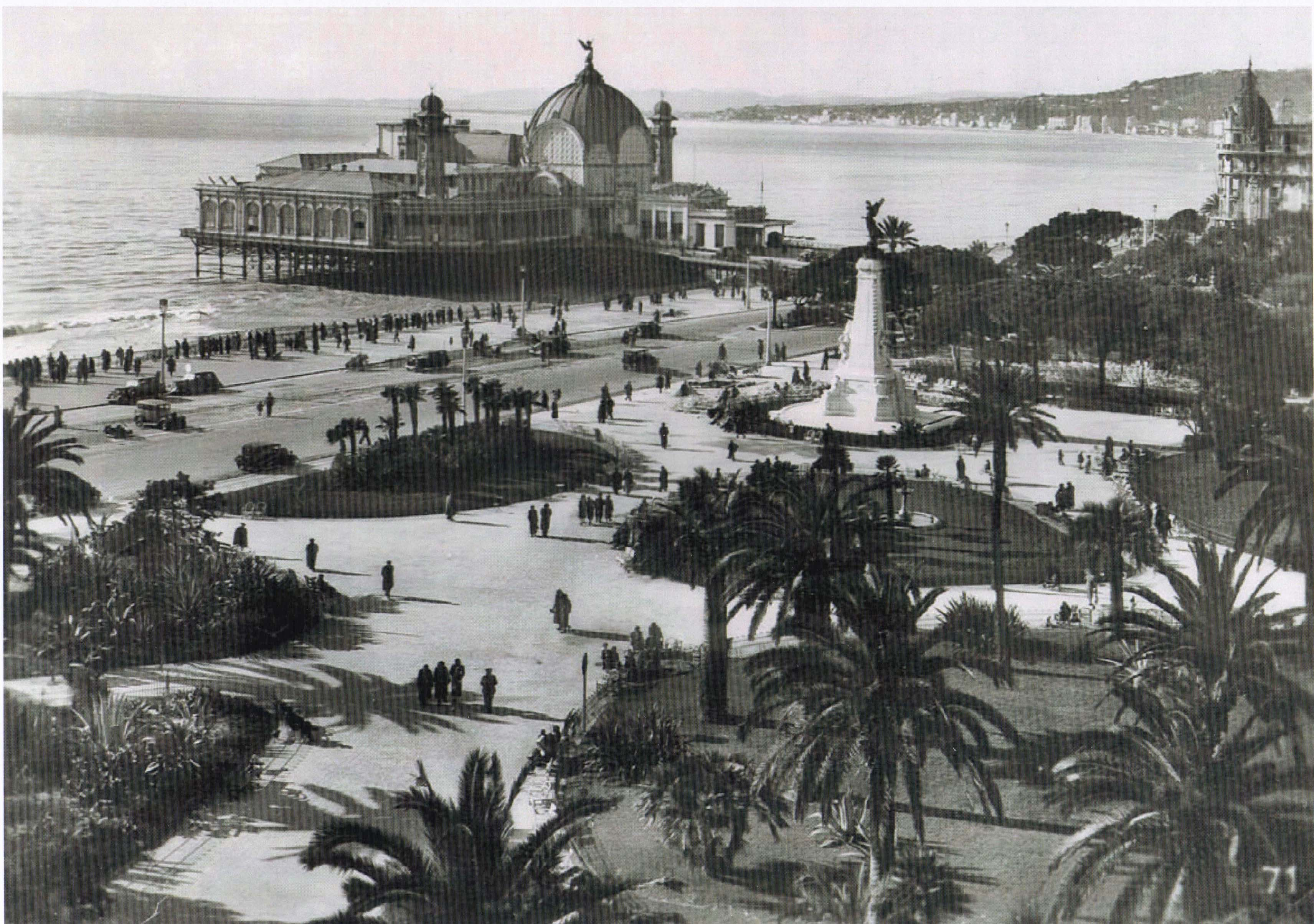
Casinò di Nizza e giardini Alberto I

Un quarto circa della popolazione di Nizza, quelle famiglie più legate all'Italia e spesso più abbienti, abbandonarono la città (esodo nizzardo), conservando la cittadinanza sabauda (e quindi italiana) e si trasferirono prevalentemente nelle località di Ventimiglia, Bordighera e Ospedaletti, dando vita al movimento dell'irredentismo italiano a Nizza. Su un totale di 44.000 abitanti, emigrarono in Italia oltre 11.000 persone da Nizza nel decennio successivo al 1861. Altri nazionalisti nizzardi continueranno a lungo a contestare l'illegittimità dell'annessione.
Il centralismo dello Stato francese fa inoltre tramontare in pochi anni le libertà civiche di cui la città aveva a lungo goduto. Viene anzitutto soppressa la stampa non filo-francese e per ordine del governo vengono chiusi i giornali nizzardi di lingua italiana: nel 1861 Il diritto di Nizza e La Voce di Nizza, momentaneamente riaperto nel 1871 durante i Vespri nizzardi, e più tardi, nel 1895, Il Pensiero di Nizza, testate per le quali scrivono i più importanti giornalisti e scrittori di lingua italiana della città, come Giuseppe Bres, Enrico Sappia e Giuseppe André. Alcune importanti istituzioni cittadine quali la corte di appello vengono in quegli stessi anni soppresse e Nizza passa a dipendere sotto il profilo giuridico da Marsiglia. Viene inoltre avviato un processo di francesizzazione dei cognomi dei residenti (numerosi i Bianchi diventati Le Blanc, i Del Ponte diventati Dupont, i Pastore diventati Pastor, etc.). Tali politiche portano a una progressiva omogeneità culturale tra la città e il resto della Francia metropolitana. Il risultato fu un rigetto iniziale della Francia da parte di molti nizzardi: gli irredentisti italiani si fecero portavoce di questo rigetto tramite il loro capo, il nizzardo Giuseppe Garibaldi.
Nel decennio successivo cresce il malcontento nei confronti della Francia, alimentato da molti aristocratici restati fedeli alla dinastia sabauda e da frange di sinistra repubblicane e garibaldine. Nel 1871, alla caduta del II Impero, dei quattro deputati eletti nel dipartimento nizzardo delle Alpi Marittime, ben tre hanno fama di essere filo-italiani o comunque separatisti, incluso lo stesso Giuseppe Garibaldi.
Sempre nel 1871 il malcontento degli italiani a Nizza verso la Francia si esprimere nei tre giorni di rivolta popolare (Vespri nizzardi), promossi dallo stesso Garibaldi. Dopo che ebbero ottenuto la quasi totalità dei voti alle elezioni generali (26.534 voti su 29.428 voti espressi), i filo-italiani scesero in strada al grido di Viva Nizza, Viva Garibaldi. Il governo francese inviò a Nizza 10.000 soldati, chiuse il giornale Il Diritto e incarcerò molteplici irredentisti. La popolazione di Nizza si sollevò dall'8 al 10 febbraio ma fu repressa dalle truppe francesi. Il 13 febbraio Garibaldi, cui era stato negato di prendere la parola davanti al parlamento francese riunito a Bordeaux per rivendicare la riunificazione del Nizzardo alla madrepatria italiana si dimette da deputato. Il fallimento dei Vespri portò all'espulsione degli ultimi irredentisti da Nizza, tra cui Luciano Mereu e Giuseppe Bres.
A Nizza restano comunque numerose tracce dell'appartenenza sabauda: nell'omonima piazza si erge la statua di Giuseppe Garibaldi (oggi corredata da un'iscrizione in francese dedicata "al nostro concittadino Giuseppe Garibaldi, eroe dei 2 mondi"), mentre nel centro vecchio, principalmente nella zona compresa fra la Piazza del tribunale e il Quai des Etats-Unis si trovano ancora numerose tavole che mostrano la contea di Nizza prima dell'annessione alla Francia, oltre alle chiese seicentesche e settecentesche, che esprimono il medesimo stile architettonico piemontese.
Nel 1882 l'architetto Charles Garnier costruì il celebre Osservatorio di Nizza aiutato da Alexandre Gustave Eiffel, che ideò anche la Torre Eiffel a Parigi. Nel 1900 la linea dei tram di Nizza venne elettrificata ed estesa all'interno département, da Mentone a Cagnes-sur-Mer. La Belle Époque fa di Nizza una delle mete del turismo di alto bordo in Europa. Vi affluiscono nobili tedeschi, austriaci e russi per godere del mite inverno della riviera. Con la rivoluzione russa saranno poi in molti a trasferirvisi in pianta stabile negli anni '20 e '30, riuniti attorno alla Chiesa russa ortodossa di San Nicola. Negli anni '30 Nizza ospitava gare automobilistiche internazionali del circuito Formula Libre (predecessore della Formula Uno) sul circuito di Nizza, che prendeva inizio sul lungomare a sud dei giardini Albert I, proseguiva a occidente lungo la Promenade des Anglais e quindi girava di 180 gradi all'Hôtel Négresco per tornare a oriente fino al  Quai des Etats-Unis.
La crescita tumultuosa della città, dovuta principalmente al turismo, fra la fine dell'Ottocento e la prima metà del Novecento, e l'arrivo di immigrati provenienti da ogni parte della Francia e dall'estero sommerge l'antico nucleo etnico nizzardo. Il rapporto con l'Italia si allenta sempre più fin quasi a scomparire negli anni trenta e quaranta del Novecento, complice anche la seconda guerra mondiale e l'aggressione nazifascista alla Francia.

#### Seconda guerra mondiale

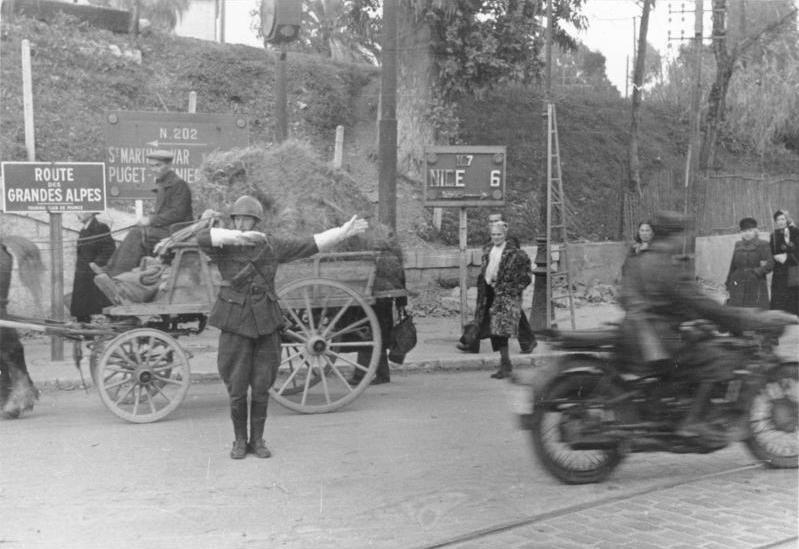
Polizia di occupazione italiana a Nizza, 1942

Allo scoppio della seconda guerra mondiale Nizza si distinse per la resistenza antinazista, fu vittima di rappresaglie e di deportazioni di ebrei che vi avevano trovato rifugio durante i mesi di occupazione da parte del Regno d'Italia.
Nel settembre 1939 Nizza divenne rifugio di molti stranieri sfollati, in particolare ebrei in fuga dall'occupazione nazista in Europa orientale. Da Nizza molti cercarono ulteriore rifugio nelle colonie francesi, in Marocco e nel Nord e Sud America. Dopo il luglio del 1940 e l'instaurazione del regime di Vichy, le aggressioni antisemite accelerarono l'esodo, iniziando nel luglio 1941 e continuando fino al 1942. Il 26 agosto 1942, 655 ebrei di origine straniera furono rastrellati dal governo di Laval e internati nella caserma di Auvare. Di questi, 560 furono deportati nel campo di internamento di Drancy il 31 agosto 1942.
I primi résistants nizzardi a partire dal settembre 1940 furono un gruppo di ex studenti del liceo di Nizza (oggi Lycée Masséna), poi arrestati e giustiziati nel 1944 presso Castellane (gola del Verdon). Il 14 luglio 1942 per la prima volta diverse centinaia di manifestanti scesero in strada lungo l'Avenue de la Victoire e in Place Masséna.
L'11 novembre 1942, in risposta all'operazione Torch scatenata dagli Alleati, le truppe tedesche occuparono la maggior parte della Francia di Vichy, mentre le truppe italiane presero possesso di una zona più piccola, inclusa Nizza, che tornò a essere nuovamente sotto il controllo italiano. La popolazione nizzarda, molti dei quali erano recenti immigrati di discendenza italiana, mostrò una certa ambivalenza verso le forze di occupazione. Grazie all'opera dell'avvocato ebreo Angelo Donati e del cappuccino Padre Maria Benedetto le autorità fasciste frenarono l'applicazione delle leggi antisemite e la deportazione degli ebrei..
Dopo il ritiro del Regio Esercito a seguito dell'Armistizio di Cassibile, all'indomani dell'8 settembre 1943 fu occupata dalle forze tedesche. La resistenza nizzarda acquisì slancio e le rappresaglie si intensificarono tra il dicembre del 1943 e il luglio del 1944, quando molti partigiani furono torturati e giustiziati dalla Gestapo locale e dalla milizia collaborazionista francese. Nizza fu anche pesantemente bombardata il 26 maggio 1944 da aerei americani in preparazione dello sbarco alleato in Provenza (1000 morti o feriti e più di 5600 persone senza fissa dimora) e subì la carestia dell'estate del 1944. I paracadutisti americani entrarono in città il 30 agosto 1944 e Nizza fu finalmente liberata (Operazione Dragoon). Le conseguenze della guerra furono pesanti: la popolazione diminuì del 15% e la vita economica fu completamente distrutta.

#### Dopoguerra
Nella seconda metà del XX secolo, Nizza ha goduto di un boom economico principalmente guidato dal turismo e dalle costruzioni.
Due uomini hanno segnato questo periodo: Jean Médecin, sindaco per 33 anni dal 1928 al 1943 e dal 1947 al 1965, e suo figlio Jacques Médecin, sindaco per 24 anni dal 1966 al 1990. Sotto la loro guida, c'è stato un ampio rinnovamento urbano, inclusa la costruzione del centro congressi, i teatri, le nuove arterie e le superstrade. Jean Médecin era figlio del notabile nizzardo Alessandro Medico (poi francesizzato in Alexandre Médecin).
L'ondata migratoria dei Pieds-noirs negli anni sessanta - ex coloni francesi profughi dall'Algeria dopo l'indipendenza del 1962, tra cui anche molti italo-algerini - ha anche dato un impulso alla città e ha in qualche modo modificato la composizione della popolazione e le opinioni tradizionali; i pieds-noirs restano visti da taluni come un corpo estraneo alla città, e unitamente alla globalizzazione di fine millennio, spingeranno anzi alcuni nizzardi a riporre le proprie speranze in una forma di nazionalismo sempre più escludente ed acceso e, in taluni casi, anche intollerante.
Alla fine degli anni '80, voci di corruzione politica nel governo della città sono emerse sempre più di frequente; indagato, Jacques Médecin nel 1990 abbandonò il paese, per essere arrestato tre anni più tardi in Uruguay ed estradato in Francia nel 1994, dove venne condannato per vari reati di corruzione e crimini associati e incarcerato.
Il 16 ottobre 1979, una frana di terra e sottomarina causarono due tsunami che colpirono la costa occidentale di Nizza; questi eventi hanno ucciso tra le 8 e le 23 persone.
Nel febbraio 2001, i leader europei si sono incontrati a Nizza per negoziare e firmare quello che fu poi noto come Trattato di Nizza, che modificò le istituzioni dell'Unione europea.
L'attuale sindaco di Nizza, Christian Estrosi (eletto nel marzo di 2008) è membro del partito di destra UMP.
La sera del 14 luglio 2016 sul Lungomare degli Inglesi, il franco-tunisino Mohamed Lahouaiej Bouhlel scagliò un camion contro la folla riunita per gli annuali festeggiamenti della presa della Bastiglia, facendo 87 morti e 202 feriti (Strage di Nizza).

#### Movimenti indipendentisti e autonomisti
A Nizza operano diversi movimenti politici autonomisti che invocano uno status speciale della vecchia Contea di Nizza all'interno della Repubblica francese sul modello della Corsica o la possibilità di sceglier tramite un referendum anche la costituzione di una città libera. La Ligue pour la Restauration des Libertés Niçoises e il Parti Niçois/Partit Nissart, su posizioni indipendentiste, e Nissa Rebela, su posizioni autonomiste, sono i principali tra questi movimenti.